# Isoetes hawaiiensis
Isoetes hawaiiensis är en kärlväxtart som beskrevs av W.Carl Taylor och W. H. Wagner. Isoetes hawaiiensis ingår i släktet braxengräs, och familjen Isoetaceae. Inga underarter finns listade i Catalogue of Life.